# 1 Pułk Karabinów Maszynowych
1 Pułk Karabinów Maszynowych – jeden z pułków bolszewickich okresu wojny domowej w Rosji.
Pułk był gotowy podjąć akcję zbrojną mającą na celu opanowania Piotrogrodu, kiedy 2 lipca 1917 nadeszła informacja o upadku rządu koalicyjnego.
Wieczorem 3 lipca 1917 żołnierze pułku zablokowali główne ulice w mieście, a następnego dnia uzbrojeni demonstranci ruszyli na siedzibę Rady postulując powołanie rządu sowieckiego.